# Аппій Анній Требоній Галл
Аппій Анній Требоній Галл (лат. Appius Annius Trebonius Gallus; ? — після 108) — державний діяч Римської імперії, консул 108 року.

## Життєпис
Походив з впливового роду Анніїв. Був родичем імператора Марка Аврелія. Син Аппія Аннія Галла, консула-суффекта 67 року. У 69 році сприяв Отонові в усуненні імператора Ґальби. Того ж року був легатом у війську Тита Спурінни під час походу до північної Італії. Брав участь у битві при Плаценції, але внаслідок хвороби не зміг вплинути на хід битви біля Бедріаку. Під час правління імператора Вітеллія відійшов від державних справ.
У 69 році допоміг приборкати повстання Цивіліса. Утім не відіграв суттєвої ролі за Флавіїв. Лише у 108 році став консулом разом з Марком Атілієм Метілієм Брадуа. Подальша доля невідома.